# Beverly Hills Bodysnatchers
Beverly Hills Bodysnatchers è un film del 1989 diretto da Jonathan Mostow.

## Trama
Un medico ed un impresario di pompe funebri si alleano per fare esperimenti di rianimazione su cadaveri usando denaro preso in prestito dalla mafia. Quando i due non riescono a saldare il debito, il capomafia invia i suoi nipoti a lavorare all'impresa di pompe funebri per tenere d'occhio i due uomini. I nipoti finiranno con l'aiutare i due nei loro esperimenti ma scateneranno il caso quando verranno rianimati alcuni tipi indesiderabili.